# Kanton Moulins-Engilbert
Kanton Moulins-Engilbert (francouzsky Canton de Moulins-Engilbert) je francouzský kanton v departementu Nièvre v regionu Burgundsko. Tvoří ho 10 obcí.

## Obce kantonu
- Isenay
- Maux
- Montaron
- Moulins-Engilbert
- Onlay
- Préporché
- Saint-Honoré-les-Bains
- Sermages
- Vandenesse
- Villapourçon